# Scie à dos
Une scie à dos, aussi appelé scie à dosseret ou scie à dossière, est une scie manuelle courte à denture fine, de précision, dont la finesse de la lame nécessite un renfort métallique sur le dos pour la rigidifier. 
Elle est généralement utilisée dans la fabrication d'assemblages (tenons ou queues d'aronde). Sa lame est le plus souvent rectangulaire (sauf les scies à dos japonaises comme la Dosuki).
Une scie à dos est nécessaire pour l'usage d'une boîte à onglets.

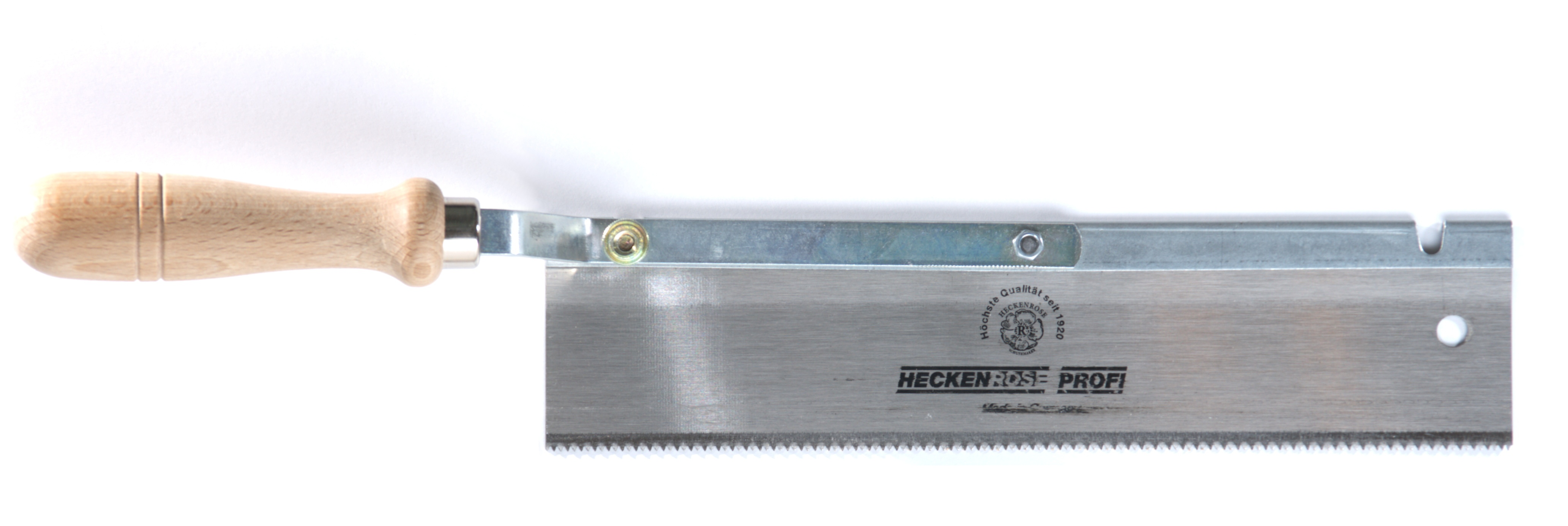
Scie Sterling.
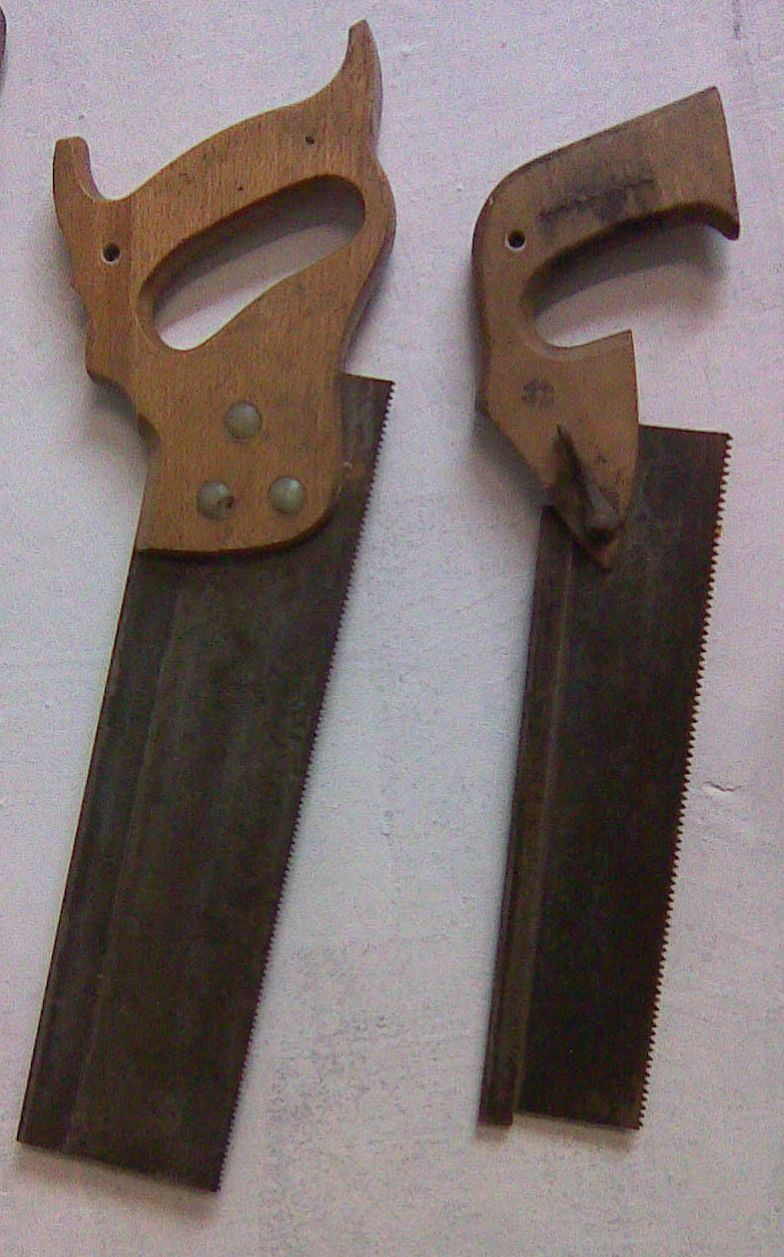
Scie à dos.
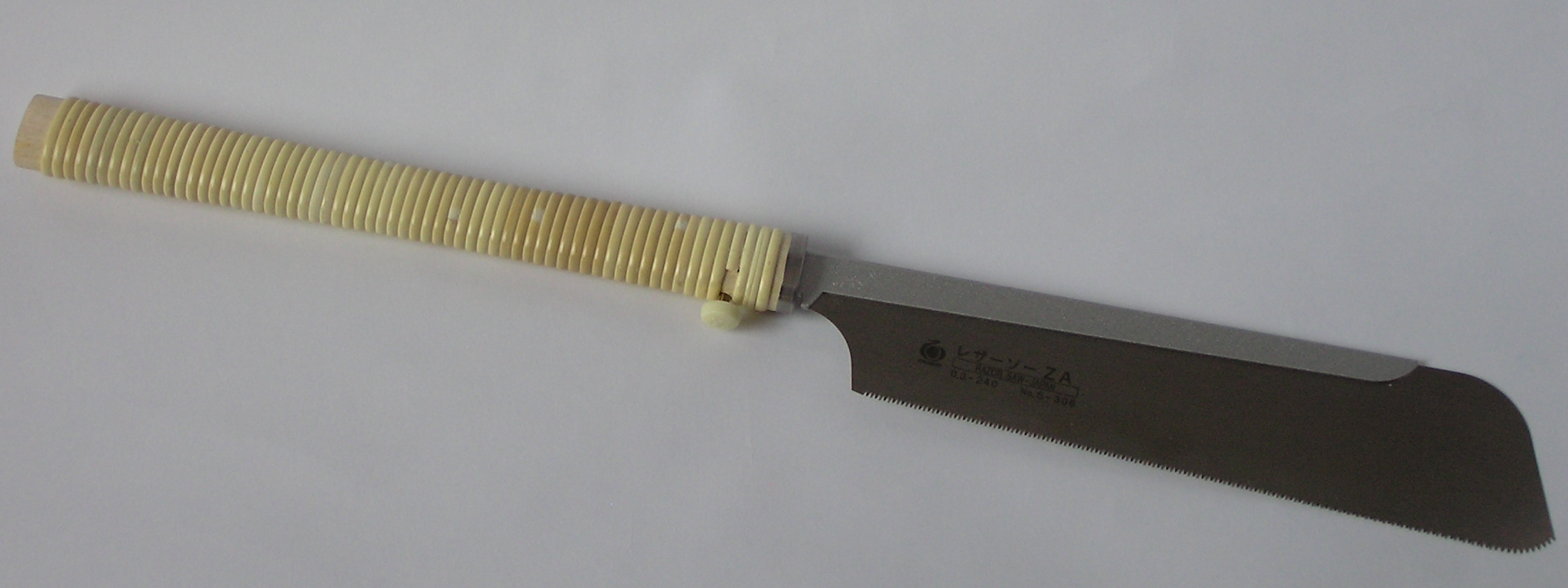
Scie japonaise de type Dozuki.